# ФК БАТЭ в сезоне 2007
Сезон 2007 года — 12-й сезон в истории ФК БАТЭ. Команда во второй год подряд выиграла Высшую лигу чемпионата Белоруссии по футболу и в четвёртый раз стала Чемпионом Белоруссии.
В розыгрыше Кубка Белоруссии, БАТЭ вышел в финал, где в серии пенальти уступил брестскому«Динамо».

## Высшая лига (Д1)
См. также: Чемпионат Белоруссии по футболу 2007

### Первый круг
| Тур  | Соперник             | Стадион | Стадион                 | Счёт | Авторы голов                                            | Зрители |
| ---- | -------------------- | ------- | ----------------------- | ---- | ------------------------------------------------------- | ------- |
| 1-й  | Неман (Гродно)       | Д       | Городской, Борисов      | 2:1  | Близнюк 6′(пен.) 90′                                    | 4300    |
| 2-й  | ФК Сморгонь          | Д       | Городской, Борисов      | 4:2  | Близнюк 27′ · Филипенко 48′ · Кривец 55′ · Родионов 61′ | 2500    |
| 3-й  | ФК Витебск           | Г       | ЦСК «Витебский»         | 1:0  | Близнюк 67′                                             | 3200    |
| 4-й  | Торпедо (Жодино)     | Д       | Городской, Борисов      | 3:0  | Д. Платонов 69′ · Близнюк 79′ · Родионов 93+′           | 4500    |
| 5-й  | Динамо (Брест)       | Г       | ГОСК «Брестский», Брест | 1:2  | Жавнерчик 92+′                                          | 3200    |
| 6-й  | Дарида (Минский р-н) | Д       | Городской, Борисов      | 4:1  | Родионов 21′ 72′ 86′ · Близнюк 38′                      | 2800    |
| 7-й  | ФК Гомель            | Г       | Центральный, Гомель     | 3:1  | Близнюк 54′ (пен.) 80′ · Родионов 76′                   | 7600    |
| 8-й  | Нафтан (Новополоцк)  | Г       | Городской, Борисов      | 4:2  | Родионов 10′ · Стасевич 20′ · Сиваков 45′ · Близнюк 56′ | 3200    |
| 9-й  | Шахтёр (Солигорск)   | Г       | «Строитель», Солигорск  | 4:3  | Лихтарович 56′ · Родионов 63′ · Близнюк 76′ 84′         | 3000    |
| 10-й | МТЗ-РИПО (Минск)     | Д       | Городской, Борисов      | 0:3  |                                                         | 3400    |
| 11-й | Динамо, Минск        | Г       | Динамо (Минск)          | 3:0  | Кривец 3′ · Близнюк 36′ · Жавнерчик 47′                 | 2500    |
| 12-й | Днепр (Могилёв)      | Д       | Городской, Борисов      | 2:0  | Близнюк 24′ 83′ (пен.)                                  | 2950    |
| 13-й | ФК Минск             | Г       | «Торпедо», Минск        | 1:0  | А.Вишняков 74′                                          | 600     |

### Второй круг
| Тур  | Соперник             | Стадион | Стадион                | Счёт | Авторы голов                                 | Зрители |
| ---- | -------------------- | ------- | ---------------------- | ---- | -------------------------------------------- | ------- |
| 15-й | ФК Сморгонь          | Г       | «Юность», Сморгонь     | 0:1  |                                              | 3000    |
| 16-й | ФК Витебск           | Д       | Городской, Борисов     | 4:1  | Родионов 31′ 55′ · Близнюк 74′ · Кривец 92+′ | 3700    |
| 17-й | Торпедо (Жодино)     | Д       | «Торпедо», Жодино      | 1:0  | Близнюк 31′                                  | 2700    |
| 18-й | Динамо (Брест)       | Д       | Городской, Борисов     | 2:1  | Родионов 27′ · Близнюк 78′                   | 3800    |
| 19-й | Дарида (Минский р-н) | Г       | «Дарида», (Кунцевщина) | 0:1  |                                              | 2000    |
| 20-й | ФК Гомель            | Д       | Городской, Борисов     | 2:0  | Родионов 21′ 41′                             | 4000    |
| 21-й | Нафтан (Новополоцк)  | Г       | Атлант, Новополоцк     | 2:2  | Ермакович 27′ · Кривец 79′                   | 2500    |
| 22-й | Шахтёр (Солигорск)   | Д       | Городской, Борисов     | 1:0  | Филипенко 34′                                | 4400    |
| 23-й | МТЗ-РИПО (Минск)     | Г       | Трактор, Минск         | 0:0  |                                              | 4500    |
| 24-й | Динамо (Минск)       | Д       | Городской, Борисов     | 2:1  | Родионов 35′ (пен.) · Кривец 73′             | 4700    |
| 14-й | Неман (Гродно)       | Г       | ЦСК «Неман», Гродно    | 0:1  |                                              | 1000    |
| 25-й | Днепр (Могилёв)      | Г       | «Спартак», Могилёв     | 2:1  | Близнюк 39′ · Хагуш 68′                      | 800     |
| 26-й | ФК Минск             | Д       | Городской, Борисов     | 1:2  | Родионов 82′                                 | 3500    |

### Турнирная таблица
Положение по итогам 17-го чемпионата Белоруссии.
| Место | Клуб               | И  | В  | Н | П | МЗ | МП | РМ  | Очки | Примечание                                   |
| ----- | ------------------ | -- | -- | - | - | -- | -- | --- | ---- | -------------------------------------------- |
|       | БАТЭ               | 26 | 18 | 2 | 6 | 50 | 25 | +25 | 56   | Квалификация во 1-й кв. раунд Лиги чемпионов |
|       | ФК Гомель          | 26 | 12 | 8 | 6 | 49 | 28 | +21 | 44   | Квалификация в 1-й квал. раунд Кубка УЕФА    |
|       | Шахтёр (Солигорск) | 26 | 12 | 8 | 6 | 41 | 27 | +14 | 44   | Квалификация в 1-й раунд Кубка Интертото     |

## Кубок Белоруссии

### Кубок Белоруссии по футболу 2006—2007
| Стадия     | Соперник         | Стадион | Стадион            | Счёт         | Авторы голов       | Зрители |
| ---------- | ---------------- | ------- | ------------------ | ------------ | ------------------ | ------- |
| 1/4 1 матч | МТЗ-РИПО (Минск) | Г       | Трактор, Минск     | 2:1          | Родионов 20′ 59′   | 6000    |
| 1/4 2 матч | МТЗ-РИПО (Минск) | Д       | Городской, Борисов | 1:0          | Близнюк 70′ (пен.) | 3300    |
| 1/2 1 матч | ФК Минск         | Д       | «Торпедо», Минск   | 1:0          | Родионов 84′       | 1500    |
| 1/2 2 матч | ФК Минск         | Г       | Городской, Борисов | 1:0          | Родионов 46′       | 3000    |
| Финал      | Динамо (Брест)   | Н       | «Динамо», Минск    | 0:0 4:3 п.п. |                    | 9 500   |

### Кубок Белоруссии по футболу 2007—2008
| Стадия     | Соперник        | Стадион | Стадион                 | Счёт | Авторы голов              | Зрители |
| ---------- | --------------- | ------- | ----------------------- | ---- | ------------------------- | ------- |
| 1/16       | Спартак (Шклов) | Г       | «Спартак», Шклов        | 2:0  | Близнюк 32′ · Сиваков 61′ | 1500    |
| 1/8 1 матч | Верас (Несвиж)  | Д       | Футбольный манеж, Минск | 1:0  | Родионов 56′              | 2000    |
| 1/8 2 матч | Верас (Несвиж)  | Г       | Футбольный манеж, Минск | 1:0  | Близнюк 23′               | 300     |

## Лига чемпионов УЕФА 2007—2008

### Первый раунд
| Стадия | Соперник        | Стадион | Стадион            | Счёт        | Авторы голов                                 | Зрители |
| ------ | --------------- | ------- | ------------------ | ----------- | -------------------------------------------- | ------- |
| 1 матч | АПОЭЛ (Никосия) | Г       | Нео ГСП, Никосия   | 0:2         |                                              | 12 000  |
| 2 матч | АПОЭЛ (Никосия) | Д       | Городской, Борисов | 3:0 доп.вр. | Стасевич 14′ · Д.Платонов 74′ · Близнюк 104′ | 5 500   |

### Второй раунд
| Стадия | Соперник      | Стадион | Стадион                     | Счёт | Авторы голов                                | Зрители |
| ------ | ------------- | ------- | --------------------------- | ---- | ------------------------------------------- | ------- |
| 1 матч | Хабнарфьордюр | Г       | «Каплакрики», Хабнарфьордюр | 3:1  | Лихтарович 31′ · Родионов 50′ · Близнюк 61′ | 2 000   |
| 2 матч | Хабнарфьордюр | Д       | Городской, Борисов          | 1:1  | Д.Платонов 93+′                             | 5 300   |

### Третий раунд
| Стадия | Соперник         | Стадион | Стадион            | Счёт | Авторы голов               | Зрители |
| ------ | ---------------- | ------- | ------------------ | ---- | -------------------------- | ------- |
| 1 матч | Стяуа (Бухарест) | Д       | Городской, Борисов | 2:2  | Радьков 39′ · Близнюк 92+′ | 5 300   |
| 2 матч | Стяуа (Бухарест) | Г       | «Генча», Бухарест  | 0:2  |                            | 25 000  |

## Кубок УЕФА 2007—2008

### Первый раунд
| Стадия | Соперник  | Стадион | Стадион                     | Счёт | Авторы голов                      | Зрители |
| ------ | --------- | ------- | --------------------------- | ---- | --------------------------------- | ------- |
| 1 матч | Вильяреал | Г       | «Эль Мадригал», Вильярреаль | 1:4  | Близнюк 63`(пен.) · Жавнерчик 70′ | 15 000  |
| 2 матч | Вильяреал | Д       | «Динамо», Минск             | 0:2  |                                   | 6 000   |